# La Ercina
La Ercina è un comune spagnolo di 668 abitanti situato nella comunità autonoma di Castiglia e León.